# 주교동 (고양시)
주교동(舟橋洞)은 경기도 고양시 덕양구에 있는 행정동이며, 고양시청의 소재지다.
주교동은 일명 ‘배다리’라 불리는 마을이다. 이곳은 예전에 한강 제방이 만들어지기 이전에 물이 들어와 성사동과의 사이에 있는 개울을 배로 다리를 만들어 사람이 배다리로 건너 다녔기 때문에 생겨난 이름이다. 주교동은 또한 원당이라 불리는 마을로서, 1980년대 중, 후반에 개발된 대표적인 마을이다. 개발되기 이전에는 대표적인 농촌 마을 이었다. 이곳에는 배다리, 이작골, 능골, 마상동, 박제궁, 독곶이, 장터거리, 넘말, 윗배다리 등으로 이루어져 있었다. 이 지역과 같은 자연촌락 마을에는 대부분 오래전부터 살아온 토박이 주민들이 거주하고 있다.

## 개요
주교동은 고양시청이 있는 고양시의 중심지다. 고양시의 교통, 관청, 지리적으로 중심 마을에 걸맞게 여러 기관들이 자리해 있다. 마을들은 시청이 있는 일대에는 상가와 아파트 등이 있고, 나머지 마을에는 빌라와 연립이 많고 다른 마을 중에는 박재궁 마을과 같은 그린벨트 마을도 남아 있다. 또한 윗배다리, 독곶이 마을 과 같은 전형적인 농촌마을도 남아 있다. 마을 앞으로는 교외선 철도가 지나고 있으며, 이외에도 벽제, 서울, 능곡, 일산으로 연결되는 사거리길이 있어 매우 편리한 지리적 여건을 가지고 있다. 마을의 뒤로는 작은 산과 숲이 있기도 하며 농촌 마을에는 논과 밭이 남아 있는데 최근에 들어 논이 줄고 밭이 증가하는 추세이다. 주교동 뒤로는 향토유적으로 지정된 ‘박충원의 묘소’를 비롯한 밀양박씨 선산이 대규모로 남아 있다. 주교동의 서북으로는 일산동구 식사동이 있는데, 이 마을과의 사이에 외곽순환고속도로 고양 나들목이 원당중학교 부근에 있다. 향후 뉴타운 개발 등 도시개발이 이루어지면 인구증가와 함께 주거환경이 크게 개선될 것으로 예상되고 있다.

## 주거
- 원당e편한세상

## 교육
- 원당초등학교 (주교동)
- 성라초등학교 (성사동)
- 성사초등학교 (성사동)
- 원당중학교 (주교동)
- 성사중학교 (성사동)
- 성사고등학교 (성사동)

## 인물
- 박충원

문경공 박충원은 조선 중기의 문신으로 영월의 장릉(단종릉)을 조성한 충신으로 알려진 인물이다.